# Азад Кашмир
Азад Џаму и Кашмир (урду: ازاد جموں و کشمیر Азад Џаму о Кашмир, скраћено АЈК) или, скраћено, Азад Кашмир (дословно „Слободни Кашмир“), је најјужнији део бивше кнежевине Џаму и Кашмир, који сад контролише Пакистан. Граничи се са индијским државом Џаму и Кашмир на истоку, покрајином Хајбер-Пахтунва на западу, Гилгит-Балтистан на северу и покрајином Пенџаб на југу. Главни град је Музафарабад, а највећи Мирпур. Заузима површину од 13.297 km² и (незванично) има око четири милиона становника.
Азад Кашмир и Гилгит-Балтистан заједно чине регион назива „Пакистански део Кашмира“ од стране Уједињених нација и других међународних организација. С друге стране, део који је под контролом Индије, формирана је индијска држава Џаму и Кашмир. Територија је подељена од Првог кашмирског рата.

## Историја
Слободни Кашмир је проглашен у октобру 1947. године у знак протеста против одлуке тадашњег кашмирског махараџе Харија Синга да Кашмир припоји Републици Индији. После првог Индо-пакистанског рата, Кашмир је подељен и формирана је де-факто граница.
Према резолуцијама УН, статус Кашмира је требало да се дефинише након плебисцита или референдума, али Индија је то одбила, позивајући се на одлуку локалног Савета. До сада, прави плебисцит није одржан ни у Азад Кашмиру који је постао покрајина Пакистана. Азад Кашмир није формално одвојена од индијске државе Џаму и Кашмир, већ је овај чин окарактерисан као привремен док се цела површина нађе под контролом Пакистана (или постане независна држава).
Спор и даље постоји.